# Великий магистр арбалетчиков
Великий магистр арбалетчиков (фр. grand maître des arbalétriers) — один из высших чинов короны Франции в XII — XVI веках.
Арбалетчики как отдельный род войск в королевской армии сформировались в правление Людовика IX. Первые магистры арбалетчиков упоминаются в 1248 (Тибо де Монлеар и Никола Мену), 1260 (Тибо де Монлеар), 1261 (Никола Мену). Согласно хронике Мэтью Пэриса, в 1250 в Дамьетте магистром арбалетчиков был Оливье де Терм.
Под командованием магистра арбалетчиков также находились лучники, инженеры (maîtres d'engins), канониры, плотники, саперы, вся осадная техника и служащие, именовавшиеся с 1291 магистрами артиллерии (в XIII веке это слово обозначало метательные орудия).
В правление Карла V в 1373 Марк Гримо, сеньор Антиба, командовал наемным отрядом генуэзских арбалетчиков в качестве «капитан-генерала арбалетчиков, как пеших, так и конных».

## Великие магистры арбалетчиков
- 1270—1274 — Тибо де Монлеар
- 1274—1282 — Рено де Рувре
- 1282—1284 — Симон де Мелён (ум. 1302), маршал Франции с 1290
- 1284—1298 — Жан де Бюрла (ум. 1302), сенешаль Гиени
- 1298—1303 — Жан ле Пикар
- 1303—1304 — Пьер де Куртизо
- 1304—1310 — Тибо, сеньор де Шепуа (ум. 1315), с 1307 также адмирал Франции
- 1310 — после 1331 — Пьер де Галар (ум. после 1331)
- ок. 1336/1337 — 1346 — Этьен II де Лабом (ум. после 1363)
- 1346—1350 — Матье II де Руа (ум. 1380), по прозвищу «Фламандец»
- 1350—1358 — Роберт, сеньор де Удето (ум. 1358), сенешаль Ажене
- 1358—1364 — Бодуэн де Ланс, сеньор д'Аннекен (ум. 1364), губернатор Лилля и Дуэ
- 1364 — Никола де Линь
- 1364—1379 — Юг де Шатийон де Дампьер (ум. 1390)
- 1379—1382 — Гишар I Дофин Овернский (ум. 1403)
- 1382—1390 — Юг де Шатийон де Дампьер, 2-й раз
- 1390—1394 — Гишар I Дофин Овернский, 2-й раз
- 1394—1395 — Рено де Три (ум. 1395)
- 1396—1399 — Жан де Бёй (ум. 1415)
- 1399—1403 — Гишар I Дофин Овернский, 3-й раз
- 1403—1407 — Жан д'Анже, сеньор де Юквиль (ум. 1407)
- 1407—1411 — Жан д'Анже, сир д'Авенкур (ум. 1414)
- 1411—1413 — Давид, сир де Рамбюр (ум. 1415)
- 1413—1414 — Жан д'Анже, сир д'Авенкур, 2-й раз
- 1415 — Гийом Мале де Крамениль
- 1415 — Давид, сир де Рамбюр
- 1415—1416 — Гийом Мале де Крамениль, 2-й раз
- 1416—1418 — Жан де Торсе
- 1418—1421 — Жак де Лабом, сеньор д'Абержеман (ум. после 1466), смещен Генрихом V
- 1421—1423 или 1424 — Юг де Ланнуа, сеньор де Сант (ок. 1384—1456)
- 1423 или 1425 — Жан V Мале, сир де Гарвиль (ум. 1449)
- 1449—1461 — Жан д'Эстутвиль, сеньор де Торси (ум. 1494)
- 1461—1463 — Жан Этбер, сир д'Ози (ум. 1463)

После этого Людовик XI и его преемники в течение 60 лет никого не назначали на эту должность. В 1523 Франциск I восстановил её для Эмара де При, после смерти которого в 1534 она была окончательно упразднена. К этому времени арбалетчиков начали вытеснять аркебузиры, и функции, которые исполнял великий магистр арбалетчиков, перешли к великому магистру артиллерии.